# Teoría de la correlación de Orión

Esquema estelar de la constelación de Orión (Osiris). Puede observarse el Cinturón de Orión orientado con sus estrellas extremas hacia Sirio (Isis-Sothis) y Aldebarán.

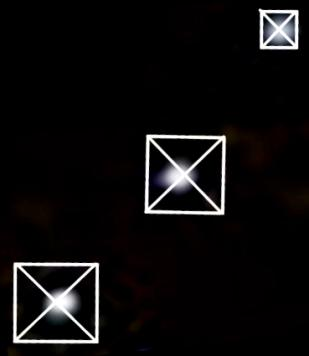
Representación gráfica de las tres pirámides de Giza según la teoría de la correlación de Orión.

La teoría de Correlación de Orión u OCT (siglas iniciales de Orion correlation theory en inglés) es una especulación de la egiptología pseudocientífica que postula la existencia de una correlación entre la ubicación de las tres pirámides más grandes del complejo de pirámides de Giza y el Cinturón de Orión de la constelación de Orión, y que esta correlación fue pensada como tal por los constructores originales del complejo de las pirámides de Giza. Las estrellas de Orión supuestamente estaban asociadas con Osiris, el dios del renacimiento y la otra vida de los antiguos egipcios. Dependiendo de la versión, se pueden incluir pirámides adicionales para completar la imagen de la constelación de Orión, y se puede incluir el río Nilo para que coincida con la galaxia de la Vía Láctea. La teoría se publicó por primera vez en 1989 en Discussions in Egyptology, volumen 13. Fue objeto de un best-seller, The Orion Mystery, en 1994, así como de un documental de la BBC, The Great Pyramid: Gateway to the Stars (febrero de 1994), y aparece en algunos libros de la new age.

## Crítica
Los argumentos formulados por Hancock, Bauval, Anthony West y otros sobre la importancia de las correlaciones propuestas han sido criticados.
Entre ellos se encuentran las críticas de dos astrónomos, Ed Krupp del Observatorio Griffith en Los Ángeles y Tony Fairall de la Universidad de Ciudad del Cabo, Sudáfrica. Usando equipo planetario, Krupp y Fairall investigaron de forma independiente el ángulo entre la alineación del cinturón de Orión y el norte durante la era citada por Hancock, Bauval, et al. (que difiere del ángulo visto hoy o en el tercer milenio aC, debido a la precesión de los equinoccios). Descubrieron que el ángulo era algo diferente del pensamiento de "combinación perfecta" que existía entre Bauval y Hancock en la teoría de la constelación de Orión. Calculan 47-50 grados por las medidas del planetario, en comparación con el ángulo de 38 grados formado por las pirámides.
Krupp señaló que la línea ligeramente doblada formada por las tres pirámides se desviaba hacia el norte, mientras que el ligero "desviamento" en la línea del Cinturón de Orión estaba deformado hacia el sur, y para hacer coincidirlas, uno u otro de ellos tenían que dar vuelta al revés. De hecho, esto es lo que hicieron en el libro original Bauval y Gilbert (El Misterio de Orión), que compara imágenes de las pirámides y Orión sin revelar que el mapa de las pirámides había sido invertido. Krupp y Fairall encuentran otros problemas con sus argumentos, incluso señalando que si la Esfinge está destinada a representar la constelación de Leo, entonces debería estar en el lado opuesto del Nilo (la "Vía Láctea") desde las pirámides ("Orión"), que el equinoccio vernal del 10,500 antes de Cristo fue en Virgo y no Leo, y que, en cualquier caso, las constelaciones del zodíaco se originan en Mesopotamia y fueron completamente desconocidas en Egipto hasta la época greco-romana tardía. Ed Krupp repitió esta declaración sobre "al revés" en el documental de la BBC Atlantis Reborn (1999).
En un fallo de la Broadcasting Standards Commission (UK), el comité falló a favor de Robert Bauval que la declaración de Krupp de que los mapas se colocaron boca abajo fue presentada "injustamente" en el documental de la BBC Atlantis Reborn, sin incluir la respuesta filmada de Bauval. Las respuestas filmadas de Bauval y Hancock a las declaraciones de Krupp se incluyeron en la versión modificada del documental Atlantis Reborn Again, que se mostró el 14 de diciembre de 2000. El documental revisado continuó presentando serias dudas sobre las ideas de Bauval y Hancock, según lo sostenido por el astrónomo Anthony Fairall, Ed Krupp del Observatorio Griffith, la egiptóloga Kate Spence de la Universidad de Cambridge y Eleanor Mannikka de la Universidad de Míchigan.
Andrew Collins y Rodney Hale han propuesto una "teoría de correlación alternativa" usando tres estrellas brillantes en la constelación de Cygnus. Argumentaron que no solo el plano se ajustaba al cielo sino que también se podían observar las estrellas sobre las pirámides correspondientes. Su propuesta también ha sido impugnada.

## La correlación de Orión

### Las pirámides
Los autores afirman que lo que esta teoría propone va más allá de ser una simple coincidencia astroarqueológica. Dicen que las tres pirámides de Guiza (pertenecientes a los faraones Keops, Kefrén y Micerinos de la IV Dinastía) están alineadas con gran exactitud, pese a su monumentalidad, con el cinturón de Orión, es decir, forman una imagen de sus estrellas en la tierra. En la actualidad esto no es exacto: las tres estrellas de Orión forman un ángulo que difiere por unos pocos grados con el que forman las pirámides. Pero, si se calculan los cambios precesionales del cinturón de Orión a lo largo de los siglos, se comprueba que hubo un momento en que estas tres estrellas estuvieron alineadas exactamente igual en relación con la Vía Láctea que las pirámides en relación con el río Nilo: hacia el 10.500 a. C. Robert Bauval realizó estos cálculos, que muestra en su libro "El misterio de Orión", y especula con la posibilidad de que sea en esta época en la que se concibió el proyecto maestro de las pirámides de Gizeh, aunque estas fueran construidas posteriormente en época histórica. Van más allá incluso, planteando que: no sólo estas últimas están dentro de la correlación de Orión, sino que también el resto de pirámides (construidas la mayoría en dinastías posteriores) tienen su imagen en el cielo; estas pirámides son las de Dahshur, Abusir, Zawyet el-Aryan y Abu Roash.

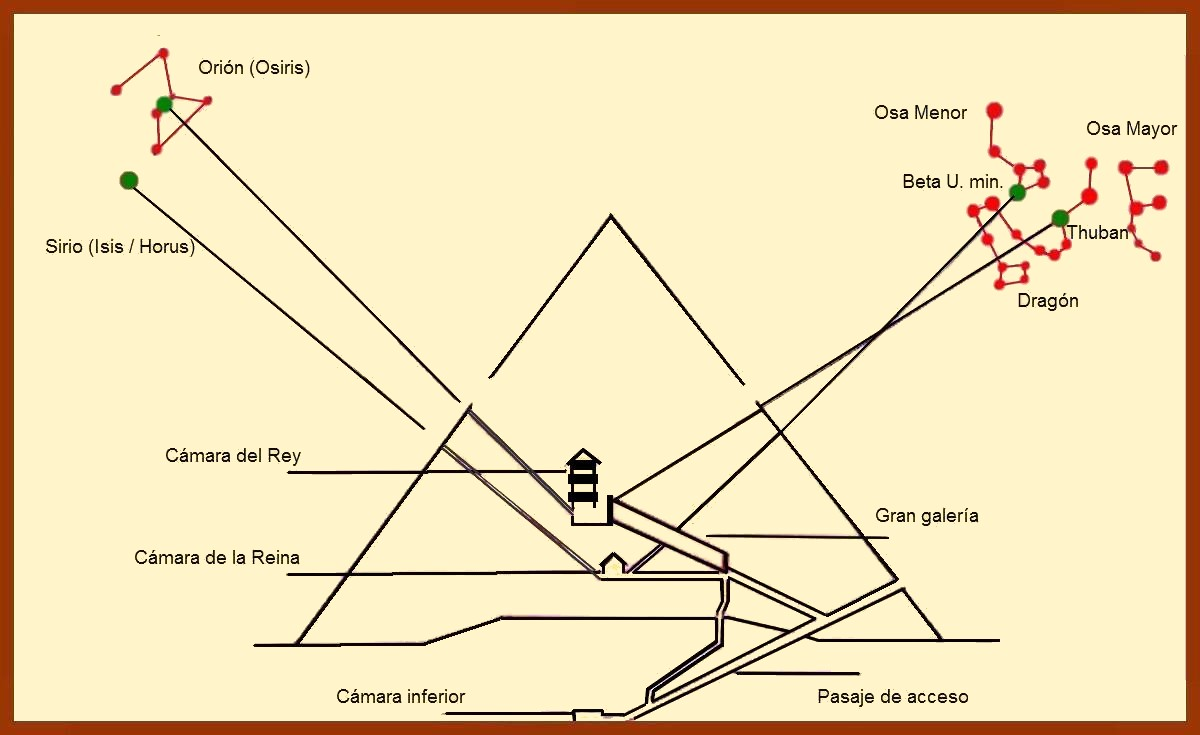
Orientaciones de los llamados canales de ventilación de la gran pirámide: Alfa Draconis, Osa Menor, Orión y Sirio.

Además, los llamados “canales de ventilación” de la Gran pirámide de Guiza, descubiertos por R. Howard Vyse, y W. Dixon apuntan directamente a las estrellas. Las del lado sur apuntan a la constelación de Orión (desde la cámara del rey) y a la estrella Sirio (desde la cámara de la reina). Las cámaras del lado norte apuntan a la Osa Menor (desde la cámara de la reina) y a Alfa Draconis o Thuban (desde la cámara del rey), la estrella que hace unos 4800 años marcaba el norte.
Uno de los mayores críticos con la teoría de la correlación, el español Juan Antonio Belmonte, astrofísico y uno de los mayores expertos mundiales en arqueoastronomía del mundo afirma: Las suposiciones que fundamentan tamaño disparate no tienen desperdicio y además invalidan otras de sus hipótesis.

### La Gran Esfinge
Por otra parte, el escritor e investigador de historia alternativa John Anthony West, junto al geólogo Robert Schoch, afirmó en su libro Sperpent in the Sky: The High Wisdom of Ancient Egypt que hace doce milenios, la Esfinge de Guiza fue construida representando el cielo de esa época y estaba basada en la dirección del punto vernal de la tierra que apuntaba directamente hacia la Constelación de Leo, teniendo la forma inicial de un león, que fue degradado por la erosión y posteriormente restaurado, recibiendo su actual forma mitad león mitad hombre. Argumentan que han encontrado marcas en la Esfinge que muestran una erosión por agua de lluvia; durante la última glaciación, que también data de esa época en la cual el Sahara era un auténtico vergel, llovía a menudo en esta zona hacia el año 10500 a. C. 
Crítica
Los egiptólogos sostienen que la Gran Esfinge fue esculpida en el siglo XXV a. C., formando parte del complejo de la pirámide de Kefrén, y que su rostro puede representar la del propio faraón.